# Queer Lion

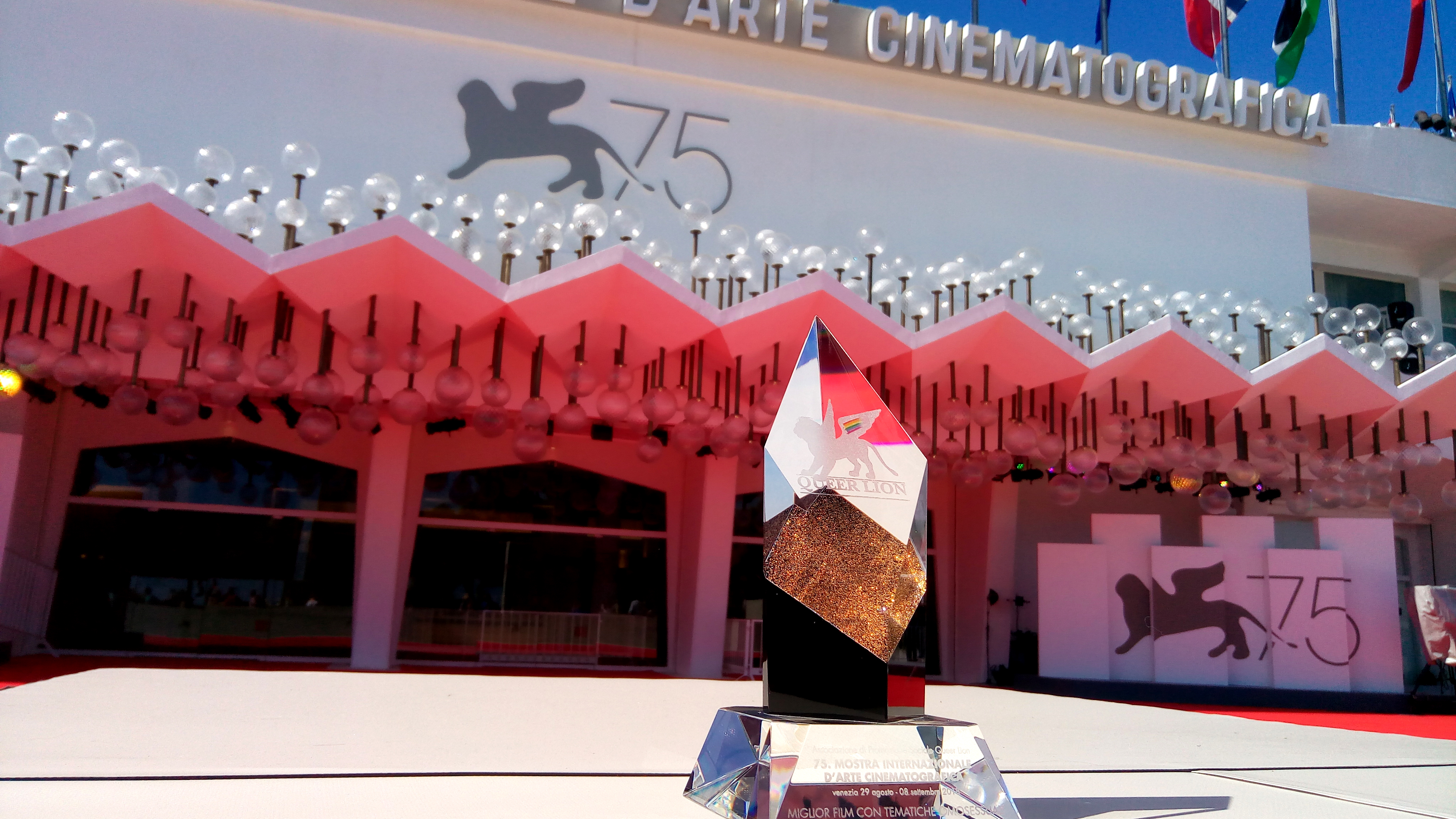
Preistrophäe des Jahres 2018

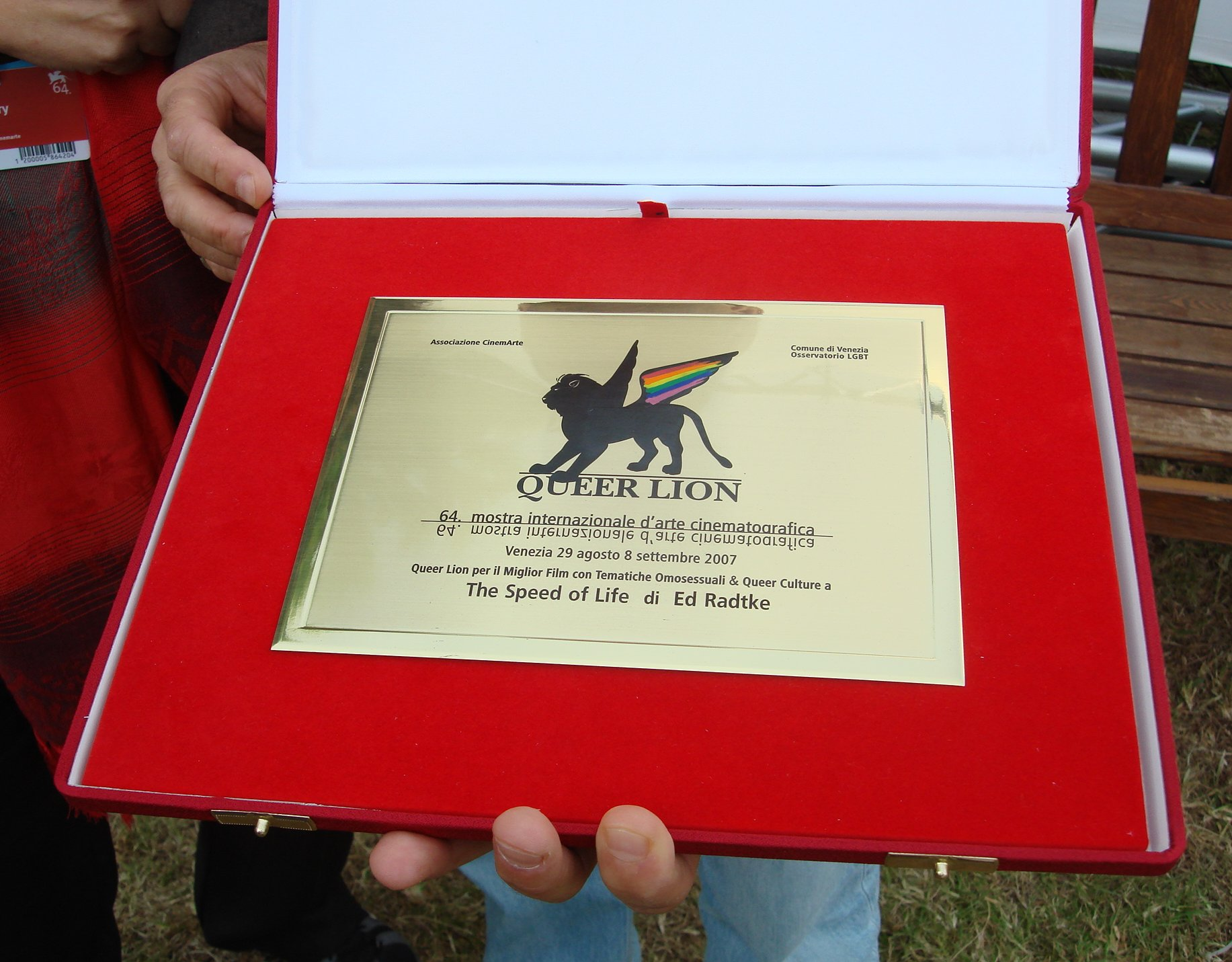
Erster verliehener Queer Lion für The Speed of Life

Queer Lion ist ein Filmpreis, der seit 2007 auf den Filmfestspielen Venedig verliehen wird.
Die Idee eines Queer Lion wurde bereits im Jahr 2003 erstmals thematisiert, als der damalige Direktor des Filmfestivals Moritz de Hadeln in einem Interview zu seiner Meinung zur Schaffung eines Preises nach Vorbild des Teddy Awards gefragt wurde.
Bis aus der Idee Realität wurde dauert es dann bis zum Jahr 2007, unter Leitung des Festivalpräsidenten Marco Müller wurde der erste Queer Lion auf den 64. Internationale Filmfestspiele von Venedig verliehen.
Teilnahmeberechtigt sind Filme, die in einer Sektion der Filmfestspiele Venedig präsentiert werden, die Filmfestspiele stellen Strukturen und Einrichtungen zur Verleihung zur Verfügung und führen den Queer Lion als offiziellen Festivalpreis.
Die Nominierungen werden jährlich im August veröffentlicht, nominiert sind alle Filme mit LGBTQ-Geschichten oder -Charakteren, die sich mit Fragen der sexuellen Orientierung auseinandersetzten oder Homophobie thematisieren.
Jährlich wird der Preis von einer Jury, bestehend aus Filmschaffenden, Journalisten, Filmkritikern oder Personen, die sich in anderer Weise für den LGBTQ-Film einsetzten, an einen Regisseur verliehen.
Der Queer Lion ist mit dem Teddy Award der Berlinale und der Queer Palm der Filmfestspiele von Cannes der wichtigste Preis für LGBTQ-Filme.

## Preisträger
| Ausgabe | Jahr | Titel                                               | Regisseur                   | Land                                             | Quelle |
| ------- | ---- | --------------------------------------------------- | --------------------------- | ------------------------------------------------ | ------ |
| I       | 2007 | The Speed of Life                                   | Edward Radtke               | USA                                              | [ 3 ]  |
| II      | 2008 | Ein Tag am Strand                                   | Stefano Tummolini           | Italien                                          | [ 3 ]  |
| III     | 2009 | A Single Man                                        | Tom Ford                    | USA                                              | [ 3 ]  |
| IV      | 2010 | En El Futuro                                        | Mauro Andrizzi              | Argentinien                                      | [ 3 ]  |
| V       | 2011 | Wilde Salome                                        | Al Pacino                   | USA                                              | [ 3 ]  |
| VI      | 2012 | The Weight                                          | Jeon Kyu-hwan               | Südkorea                                         | [ 3 ]  |
| VII     | 2013 | Philomena                                           | Stephen Frears              | Großbritannien                                   | [ 3 ]  |
| VIII    | 2014 | Les nuits d’été                                     | Mario Fanfani               | Frankreich                                       | [ 3 ]  |
| IX      | 2015 | The Danish Girl                                     | Tom Hooper                  | Großbritannien/USA                               | [ 3 ]  |
| X       | 2016 | Herzstein                                           | Guðmundur Arnar Guðmundsson | Dänemark/Island                                  | [ 3 ]  |
| XI      | 2017 | Marvin                                              | Anne Fontaine               | Frankreich                                       | [ 3 ]  |
| XII     | 2018 | José                                                | Cheng Li                    | Guatemala/USA                                    | [ 4 ]  |
| XIII    | 2019 | Der Prinz                                           | Sebastián Muñoz             | Chile                                            | [ 5 ]  |
| XIV     | 2020 | The World to Come                                   | Mona Fastvold               | USA                                              | [ 6 ]  |
| XV      | 2021 | La dernière séance                                  | Gianluca Matarrese          | Italien/Frankreich                               | [ 7 ]  |
| XVI     | 2022 | Aus meiner Haut                                     | Alex Schaad                 | Deutschland                                      | [ 8 ]  |
| XVII    | 2023 | Domaćinstvo za početnici Housekeeping for Beginners | Goran Stolevski             | Nordmazedonien, Polen, Kroatien, Serbien, Kosovo | [ 9 ]  |
| XVIII   | 2024 | Alma del desierto Soul of the Desert                | Mónica Taboada-Tapia        | Kolumbien, Brasilien                             | [ 10 ] |